# 北山酒造
北山酒造株式会社（きたやましゅぞう）は、日本の酒造会社である。灘五郷の一つ、西宮郷に所在する。
大正8年（1919年）に、兵庫県小野市で味醂製造業を営んでいた二代目北山丈蔵が清酒製造業へ転業、「島美人」の銘柄で清酒を販売し始めた。
昭和24年（1949年）に、三代目北山丈蔵の相続と同時に株式会社に更変し
営業を営んでいたが、年々の増産により既存の工場が狭くなったこと、また設備が老朽化してきたことから、昭和37年（1962年）に、兵庫県西宮市宮前町へ本社並びに酒造工場を移転した。
清酒『島美人』を擁する。由来は兵庫県加東郡河合村粟生字島（現在の兵庫県小野市）に
清酒の製造場があったため、地名から「島」という字を取り、その後ろに「美人」とつなげて「島美人」と名付けた。